# Assé-le-Bérenger
Assé-le-Bérenger là một xã thuộc tỉnh Mayenne trong vùng Pays de la Loire tây bắc nước Pháp. Xã này nằm ở khu vực có độ cao từ 122-290 mét trên mực nước biển.
Diện tích xã là 11,68 km2.